# Bernadette Constantin
Bernadette Constantin, née le 29 mars 1963 à Barbezieux, est une footballeuse internationale française évoluant au poste de milieu de terrain, devenue entraîneuse puis dirigeante.

## Carrière
En club, elle joue l'intégralité de sa carrière à l'ASJ Soyaux, en tant que joueuse, entraîneuse puis dirigeante.
Elle est sélectionnée 44 fois en équipe de France (dix-sept matchs en compétition officielle et vingt-sept matches amicaux), marquant quatre buts.
En février 2002, après deux semaines de stage au CTNFS de Clairefontaine, elle est diplômée du brevet d'État d'éducateur sportif 2e degré (BEES 2).

## Palmarès
- Vainqueur du Championnat de France féminin de football 1983-1984
- Finaliste du Championnat de France féminin de football 1979-1980, du Championnat de France féminin de football 1985-1986, du Championnat de France féminin de football 1986-1987 et du Championnat de France féminin de football 1988-1989